# Женский мировой шоссейный кубок UCI 2003
Женский мировой шоссейный кубок UCI 2003 — 6-й сезон одноимённого шоссейного сезонного соревнования.

## Обзор сезона
Календарь турнира претерпел изменения. По сравнению с прошлым сезоном из него исчезла новозеландская Гамильтон Ворлд Кап и швейцарская Гран-при Швейцарии. В то же время он пополнился двумя новыми европейскими гонками — нидерландским Амстел Голд Рейс и немецким Туром Нюрнберга. Таким образом турнир остался состоять из 9 однодневных гонок которые также входили в Женский мировой шоссейный календарь UCI 2003. Турнир стартовал в начале марта гонкой в Австралии. Затем в марте и апреле прошло ещё четыре гонки в Европе. После этого в конце мая была проведена одна гонка в Канаде. Заключительные три гонки прошли в конец августа начале сентября снова в Европе.
Регламент турнира остался прежним. Индивидуальный рейтинг предусматривал начисление очков первым 20 гонщицам на каждой гонке. Победитель сезона определялся по общей сумме набранных очков независимо от количества проведённых гонок.
Начисляемые очки
| Место | 1  | 2  | 3  | 4  | 5  | 6  | 7  | 8  | 9  | 10 | 11 | 12 | 13 | 14 | 15 | 16 | 17 | 18 | 19 | 20 |
| ----- | -- | -- | -- | -- | -- | -- | -- | -- | -- | -- | -- | -- | -- | -- | -- | -- | -- | -- | -- | -- |
| Очки  | 75 | 50 | 35 | 30 | 27 | 24 | 21 | 18 | 15 | 11 | 10 | 9  | 8  | 7  | 6  | 5  | 4  | 3  | 2  | 1  |

Победительницей индивидуального рейтинга стала британка Николь Кук которая выиграла 3 гонки. Второе место заняла немка Регина Шляйхер, третье — нидерландка Мирьям Мельхерс.

## Календарь
| 2 мар  | Джелонг Ворлд Кап         | CDM | Сара Кэрриган    | Кати Мактье      | Юдит Арндт        |
| 22 мар | Примавера Роза            | CDM | Зульфия Забирова | Регина Шляйхер   | Рошелль Гилмор    |
| 30 мар | Гран-при Кастилии и Леона | CDM | Мирьям Мельхерс  | Анита Вален      | Сара Кэрриган     |
| 20 апр | Амстел Голд Рейс          | CDM | Николь Кук       | Оливия Голлан    | Эдита Пучинскайте |
| 23 апр | Флеш Валонь               | CDM | Николь Кук       | Сью Палмер-Комар | Ойнон Вуд         |
| 31 май | Монреаль Ворлд Кап        | CDM | Женевьева Жансон | Николь Кук       | Юдит Арндт        |
| 23 авг | Гран-при Плуэ - Бретань   | CDM | Николь Кук       | Юдит Арндт       | Мирьям Мельхерс   |
| 31 авг | Тур Нюрнберга             | CDM | Диана Жилюте     | Регина Шляйхер   | Аренда Гримберг   |
| 7 сен  | Тур Роттердама            | CDM | Хантал Белтман   | Диана Жилюте     | Сюзанн Юнгског    |

## Итоговый рейтинг
| Индивидуальный рейтинг | Индивидуальный рейтинг | Индивидуальный рейтинг               | Индивидуальный рейтинг | Индивидуальный рейтинг |
| Гонщик                 | Гонщик                 | Команда                              | Очки                   |                        |
| ---------------------- | ---------------------- | ------------------------------------ | ---------------------- | ---------------------- |
| 1-й                    | Николь Кук             | Aušra Gruodis-Safi                   | 309 очков              |                        |
| 2-й                    | Регина Шляйхер         | USC Chirio Forno d'Asolo             | 211 очков              |                        |
| 3-й                    | Мирьям Мельхерс        | Farm Frites-Hartol                   | 198 очков              |                        |
| 4-й                    | Сара Кэрриган          | Bik-Powerplate                       | 177 очков              |                        |
| 5-й                    | Юдит Арндт             | Equipe Nürnberger Versicherung       | 157 очков              |                        |
| 6-й                    | Диана Жилюте           | Acca Due O-Pasta Zara-Lorena Camicie | 146 очков              |                        |
| 7-й                    | Анита Вален            | Bik-Powerplate                       | 145 очков              |                        |
| 8-й                    | Рошелль Гилмор         | Aušra Gruodis-Safi                   | 119 очков              |                        |
| 9-й                    | Сюзанн Юнгског         | Bik-Powerplate                       | 97 очков               |                        |
| 10-й                   | Зульфия Забирова       | Prato Marathon Bike                  | 94 очков               |                        |